# Задружни дом здравља „Џон Кингсбури”
Задружни дом здравља „Џон Кингсбури” се налази у Прањанима, на територији општине Горњи Милановац.
Зграду дома у Прањанима су подигли, између два светска рата, задругари Прањанске здравствене задруге као знак захвалности према пријатељима из „Америчког друштва за помагање српске деце”. Када је Дом завршен 1930. године, понео је име Џона Кингсбуриа (1876—1956) председника Друштва, хуманисте и учитеља.
За време Другог светског рата зграда дома је 27. августа 1944. године претворена у тајну америчку војну пољску болницу за лечење рањених авијатичара, припадника ЈВуО и мештана, током Операције Ваздушни мост (Операција Халијард).